# Pericallia erosa
Pericallia erosa är en fjärilsart som beskrevs av Walker 1855. Pericallia erosa ingår i släktet Pericallia och familjen björnspinnare. Inga underarter finns listade i Catalogue of Life.